# Heizkraftwerk Mitte (Braunschweig)
Das Braunschweiger Heizkraftwerk Mitte ist ein von den Stadtwerken Braunschweig betriebenes Heizkraftwerk. Seit 1924 befand sich am Standort ein Kohlekraftwerk, das zuletzt 1986 erneuert wurde. Der 1983–84 erbaute 198 Meter hoher Schornstein, im Volksmund „Langer Heinrich“ genannt, ist das höchste Bauwerk in Braunschweig. Mittels Kraft-Wärme-Kopplung wird eine elektrische Leistung von 78 Megawatt erzeugt, die thermische Leistung beträgt 330 Megawatt. 
2011 wurde eine Gas- und Dampfturbinen-Anlage mit 77 MW elektrischer und 69 MW thermischer Leistung in Betrieb genommen. Die Dampfturbine wurde von Siemens geliefert.
2018 wurde der Ausstieg aus der Kohleverstromung beschlossen, der im Jahr 2024 erfolgt ist. Dazu wurde ein Biomasse-Heizkraftwerk mit dem Hauptbrennstoff Altholz errichtet, dessen elektrische Leistung bei 22 MW liegt. Die thermische Leistung liegt bei 60 MW. Zuvor wurden täglich bis zu 400 t Kohle verbrannt, die über den Braunschweiger Hafen und die Eisenbahn angeliefert wurden.
Die Generatorspannung liegt bei 10,5 Kilovolt. Der Netzanschluss erfolgt über die Umspannwerke Hasenwinkel und Nord Zelle auf der 110-kV-Hochspannungsebene in das Netz des Verteilnetzbetreibers Braunschweiger Netz GmbH. Das Kraftwerk Mitte produziert etwa 35 % des Strom- und 85 % des Fernwärmebedarfs der Stadt.
Der Kamin trägt auch Sendeantennen zur Verbreitung von Fernsehprogrammen im DVB-T- und DVB-T2-Modus.

## Trivia
- Im Roman „BLUTLAUF – Jogge nie allein!“ spielt der Turm des Heizkraftwerk Mitte eine zentrale Rolle.[8]